# Aplocera fimbriata
Aplocera fimbriata là một loài bướm đêm trong họ Geometridae.